# ジュリー・グレゴリー
ジュリー・ジョエル・グレゴリー（Julie Joell Gregory、生年月日:1969年5月16日 出生地: オハイオ州､コロンバス）は、"Sickened-母に病気にされ続けたジュリー（竹書房文庫、 Sickenedと略記する）"の著者である。またその内容は、自身の経験に基づいたものとして有名になった。

## 略歴
著書"Sickened"によればグレゴリーの母親は多分野の医者に彼女を連れていくことが頻繁にあり、その際、病気をでっちあげるために、いかにも症状が重い素振りをするよう言いつけたり、グレゴリーの症状を大げさに伝えたり、医者に対し明らかに不必要な外科的処置を要求したりすることがあったという。なお家庭内では、医者がグレゴリーに与えないよう指示したはずの食べ物で食事を作る、処方された薬を異常なまでに(時には2倍量)服用させる、また、一日中にわたる重労働を課すことがあった。さらに本の中では、彼女は母親に"マッチは食べても大丈夫、キャンディーと同じよ"と教えられたことも叙述されている。グレゴリー自身は母親について、ある医者がグレゴリーに開胸術を施さぬ旨を伝えれば錯乱してしまうような女性であったと述べている。

彼女は、母親が異常だと認識した時、何人もの人に自分の置かれた状況を伝えようと試みたものの、だれも信じようとはせず、逆に彼女が両親の悪い噂を広めようとしていると考えた。そのため妄想であると考えた人は彼女にカウンセリングに行くよう勧めた。彼女の担当をしたカウンセラーは、法的拘束力を行使して専門機関へ虐待の申し立てができる権限をもっていたため、彼女の両親の虐待が世間に周知されることとなった。
"Sickened"では、母親の描写に加え彼女の父親による身体的・精神的虐待についての記述もある。

## 著書
- Sickened―母に病気にされ続けたジュリー (竹書房文庫)
- My Father's Keeper(：Harper Element（英語版）)

## 出演
"I Didn’t Think You Didn’t Know I Wasn’t Dead"(監督:Jim Bihari)